# Elizabeth (jezero)
Elizabeth (též malá vodní nádrž Bettynka) je uměle vytvořené rekultivační jezero ležící ve východní části města Mostu severovýchodně od Vtelna; nejsevernější cíp zasahuje na území Obrnic. Vodní nádrž vznikla zatopením stejnojmenného hnědouhelného povrchového lomu. Celková rozloha jezerní pánve je přibližně 4,42 ha, z toho na volnou vodní plochu ležící v jejím severovýchodním cípu připadá 1,69 ha, zbytek tvoří močál zarostlý rákosím.

## Historie
Důl Elizabeth, součást tzv. Vtelenských lomů, byl v provozu v letech 1957–1964 a vytěžil drobnou hnědouhelnou pánvičku. Uhelné ložisko mělo oválný tvar s delší osou ve směru sever-jih a do stran se jeho mocnost zmenšovala. V místě Elisabeth měla být původně provedena pouze zemědělská a lesnická rekultivace. To se ovšem povedlo jen částečně. Na výsypce jihovýchodním směrem od současného jezera vznikla zahrádkářská kolonie, ale zbytková jáma lomu následně sloužila jako laguna k ukládání kalů z nedaleké chanovské čistírny odpadních vod, které se sem čerpaly potrubím. V této souvislosti byla také na jižním břehu postavena kameny dlážděná hráz, aby se bahno nerozlilo směrem ke Vtelnu. Postupnou sukcesí se v průběhu let lokalita změnila v mokřad zarostlý rákosím a v blízkém okolí i náletovými dřevinami. Díky tomu se původní kalová laguna stala refugiem pro zvířata (divoká prasata, srnce či lišky), ale zejména ptáky.
Při pozorování v letech 2015 a 2016 jich zde bylo zaznamenáno 72 druhů.

## Rekultivace
V roce 2014 byla laguna Elizabeth ve spolupráci společností Severočeská vodárenská, Severočeské vodovody a kanalizace a města Mostu citlivě (bez zničení spontánně vzniklého ekosystému) rekultivována a 30. září 2014 pod názvem areál Bettynka zpřístupněna veřejnosti. Byla zde vybudována štěrkem vysypaná pěšina okolo jezera, vysazeny stromy a keře, postaveny betonové pozorovatelny ptáků a lavičky. Později přibyly i informační tabule. V části s volnou hladinou byly okolo roku 2010 umístěny dva šestiúhelníkové plovoucí ptačí ostrovy, které však mají dna zaplavená vodou a funkci hnízdiště tak neplní. Nádrž nemá stálý povrchový přítok a voda v jezeře se udržuje díky podzemním, popřípadě srážkovým vodám z blízkého okolí. Voda v jezeře není vhodná ke koupání a je v ní kvůli přítomnosti zbytku kalů nižší obsah kyslíku. Tato skutečnost značně redukuje výskyt ryb i obojživelníků. Areál slouží jako příměstská oddechová a relaxační zóna je často využíván k venčení psů. V roce 2019 západně od jezera začala příprava infrastruktury pro výstavbu nové čtvrti rodinných domů, která zde od roku 2020 vzniká.

## Přístup
Jezero je přístupné od jihu po cestě vedoucí od ulice U Mariany. Okolo jezera vede udržovaná okružní pěšina. Jde o soukromý pozemek, který je ale při dodržování stanovených podmínek volně přístupný.

## Fotogalerie

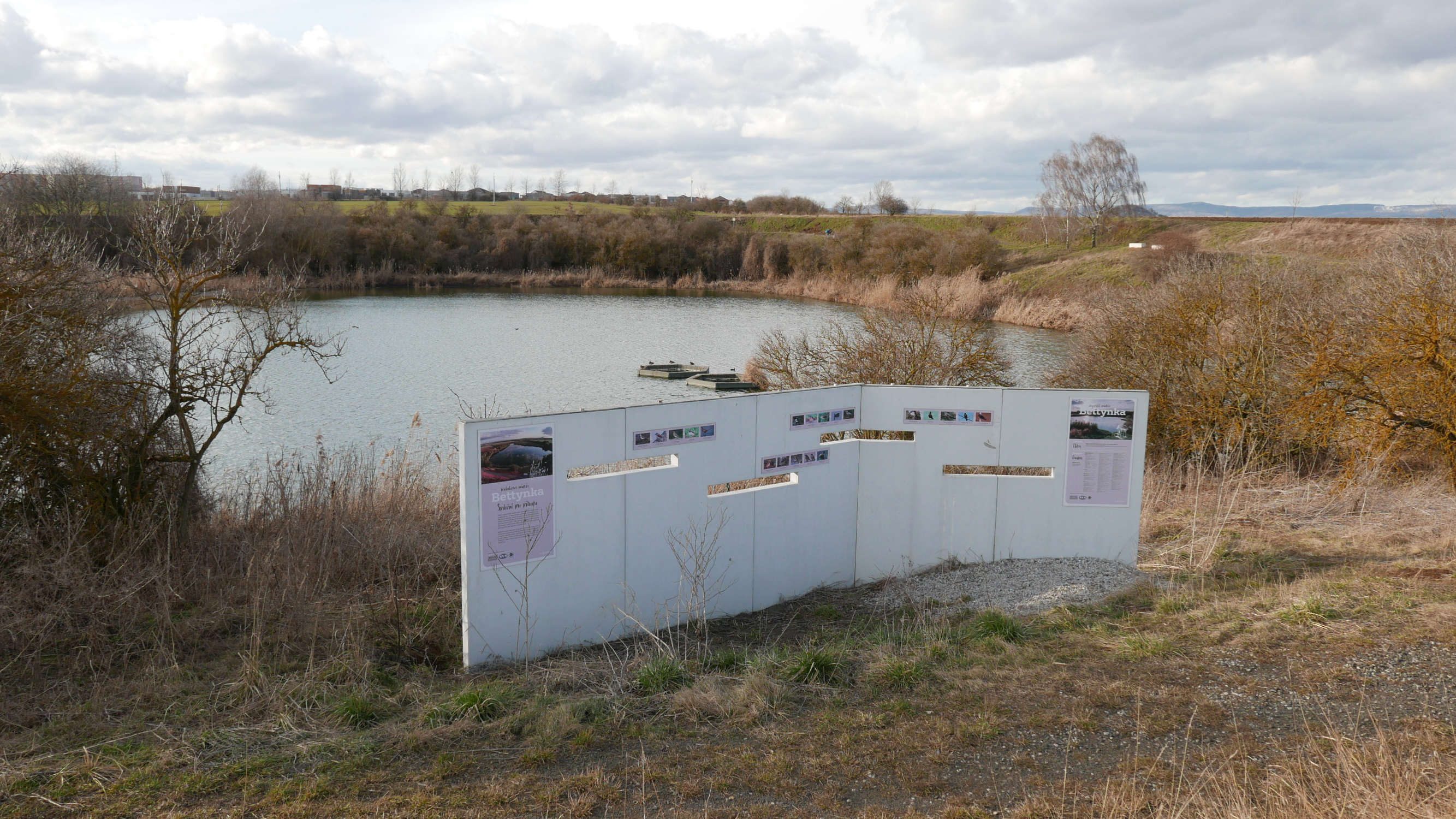
Infopanel a v pozadí ptačí ostrovy
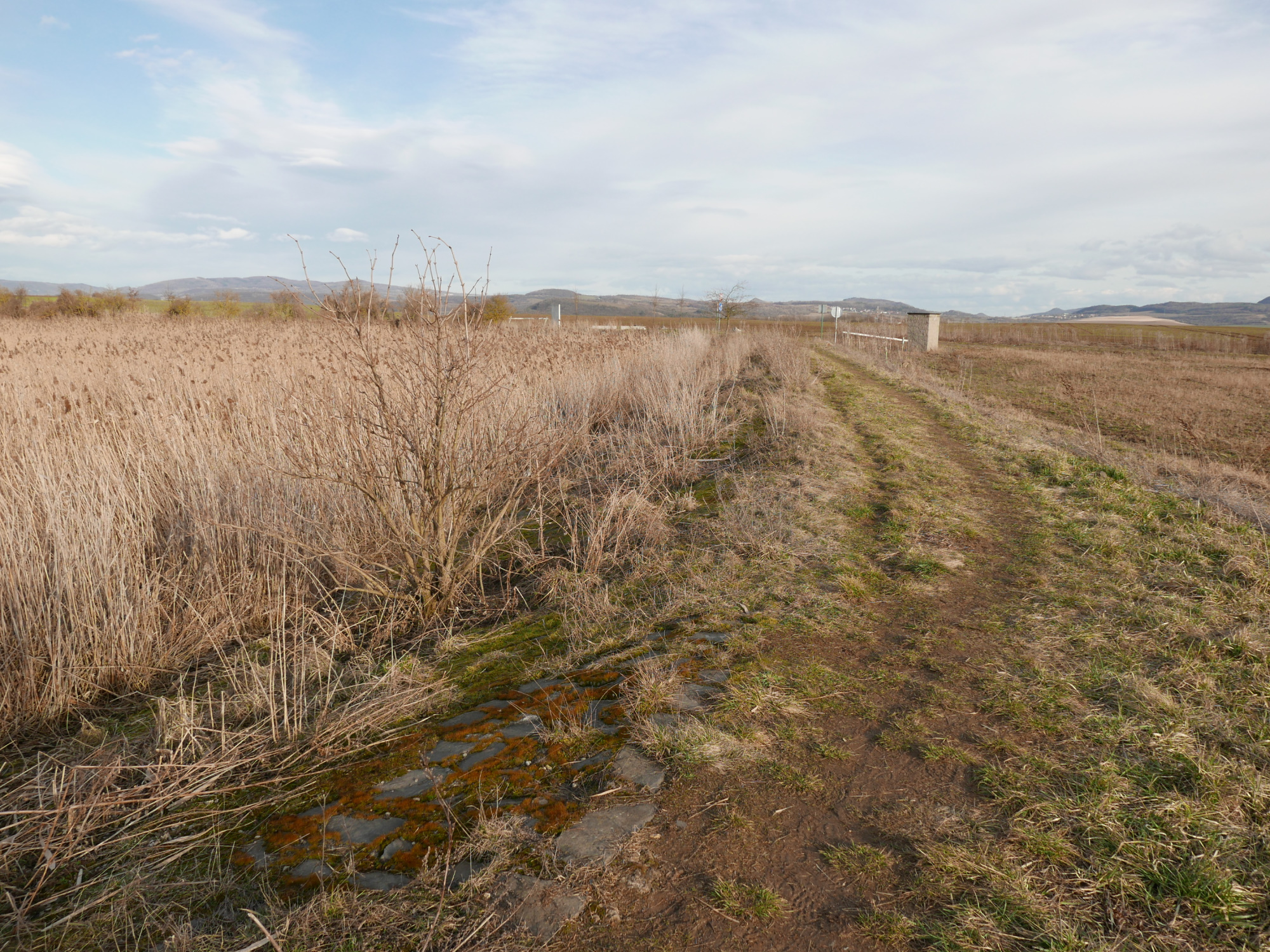
Hráz v jižní části jezera